# Elecciones municipales de Huánuco de 1998
Las elecciones municipales de Huánuco de 1998 se llevaron a cabo el 11 de octubre de 1998 para elegir al alcalde y al Concejo Provincial de Huánuco para el periodo 1999-2002. La elección se celebró simultáneamente con elecciones municipales en todo el país.

## Sistema electoral
La Municipalidad Provincial de Huánuco es el órgano administrativo y de gobierno de la provincia de Huánuco. Está compuesta por el alcalde y el Concejo Provincial.
La votación del alcalde y el concejo se realiza en base al sufragio universal, que comprende a todos los ciudadanos nacionales mayores de dieciocho años, empadronados y residentes en la provincia de Huánuco y en pleno goce de sus derechos políticos, así como a los ciudadanos no nacionales residentes y empadronados en la provincia de Huánuco.
El Concejo Provincial de Huánuco está compuesto por 11 regidores elegidos por sufragio directo para un período de cuatro (4) años, en forma conjunta con la elección del alcalde (quien lo preside). La votación es por lista cerrada y bloqueada. Para que una lista sea proclamada ganadora debe obtener más del 20% de los votos válidos; en caso ninguna lista logre ese porcentaje, los dos listas más votadas participan en una segunda vuelta o balotaje. Se asigna a la lista ganadora los escaños según el método d'Hondt o la mitad más uno, lo que más le favorezca.

## Composición del Concejo Provincial de Huánuco
La siguiente tabla muestra la composición del Concejo Provincial de Huánuco antes de las elecciones.
| Partidos | Partidos                  | Regidores |
| -------- | ------------------------- | --------- |
|          | Lista Independiente N° 9  | 10        |
|          | Lista Independiente N° 13 | 3         |
|          | Lista Independiente N° 3  | 3         |
|          | Lista Independiente N° 7  | 2         |
|          | Lista Independiente N° 17 | 1         |

## Partidos y candidatos
A continuación se muestra una lista de los principales partidos y alianzas electorales que participaron en las elecciones:
| Candidatura | Candidatura | Partidos y alianzas                                                            | Candidatos | Candidatos               | Ideología                                     | Resultado previo | Resultado previo | Ref. |
| Candidatura | Candidatura | Partidos y alianzas                                                            | Candidatos | Candidatos               | Ideología                                     | Votos (%)        | Reg.             | Ref. |
| ----------- | ----------- | ------------------------------------------------------------------------------ | ---------- | ------------------------ | --------------------------------------------- | ---------------- | ---------------- | ---- |
|             | AP          | Lista - Acción Popular (AP)                                                    |            | Edwin Neyra Argote       | Humanismo Nacionalismo cívico Reformismo      | 0.92%            | 0                |      |
|             | APRA        | Lista - Partido Aprista Peruano (APRA)                                         |            | Félix Roncal Montoya     | Aprismo                                       | Nuevo            | Nuevo            |      |
|             | UPP         | Lista - Unión por el Perú (UPP)                                                |            | Iván Fernández Hernández | Socioliberalismo Progresismo Socialdemocracia | Nuevo            | Nuevo            |      |
|             | VV          | Lista - Movimiento Independiente Vamos Vecino (VV)                             |            | Luzmila Templo Condeso   | Fujimorismo                                   | Nuevo            | Nuevo            |      |
|             | SP          | Lista - Movimiento Independiente Somos Perú (SP)                               |            | Arnulfo Mendoza Tarazona | Democracia cristiana Conservadurismo social   | Nuevo            | Nuevo            |      |
|             | IND         | Lista - Lista Independiente Salvemos Huánuco                                   |            | Antonio Pulgar Lucas     | Localismo huanuqueño                          | Nuevo            | Nuevo            |      |
|             | IND         | Lista - Lista Independiente Progreso y Desarrollo                              |            | Jorge Cornejo Reyes      | Localismo huanuqueño                          | Nuevo            | Nuevo            |      |
|             | IND         | Lista - Lista Independiente Fuerza Democrática                                 |            | Jorge Espinoza Egoávil   | Localismo huanuqueño                          | Nuevo            | Nuevo            |      |
|             | IND         | Lista - Lista Independiente Movimiento Independiente Huánuco                   |            | Victor Collazos Linares  | Localismo huanuqueño                          | Nuevo            | Nuevo            |      |
|             | IND         | Lista - Lista Independiente Frente de Reivindicación de los Valores de Huánuco |            | Nelson Reátegui Pelaez   | Localismo huanuqueño                          | Nuevo            | Nuevo            |      |

## Resultados

### Sumario general
|                        |                                                                        |              |              |              |           |           |
| Partidos y coaliciones | Partidos y coaliciones                                                 | Voto popular | Voto popular | Voto popular | Regidores | Regidores |
| Partidos y coaliciones | Partidos y coaliciones                                                 | Votos        | %            | ±pp          | Total     | +/−       |
|                        | Movimiento Independiente Somos Perú (SP)                               | 19,718       | 35.62        | Nuevo        | 7         | +7        |
|                        | Movimiento Independiente Vamos Vecino (VV)                             | 9,166        | 16.56        | Nuevo        | 3         | +3        |
|                        | Lista Independiente Salvemos Huánuco                                   | 8,407        | 15.19        | n/a          | 1         | +1        |
|                        | Lista Independiente Progreso y Desarrollo                              | 4,801        | 6.46         | n/a          | 0         | ±0        |
|                        | Lista Independiente Fuerza Democrática                                 | 3,091        | 4.16         | n/a          | 0         | ±0        |
|                        | Acción Popular (AP)                                                    | 2,844        | 3.83         | +2.91        | 0         | ±0        |
|                        | Unión por el Perú (UPP)                                                | 2,720        | 3.66         | Nuevo        | 0         | ±0        |
|                        | Lista Independiente Movimiento Independiente Huánuco                   | 2,367        | 3.19         | n/a          | 0         | ±0        |
|                        | Lista Independiente Frente de Reivindicación de los Valores de Huánuco | 2,210        | 2.97         | n/a          | 0         | ±0        |
|                        | Partido Aprista Peruano (APRA)                                         | 2,078        | 2.80         | n/a          | 0         | ±0        |
|                        |                                                                        |              |              |              |           |           |
| Total                  | Total                                                                  | 74,295       |              |              | 11        | –8        |
|                        |                                                                        |              |              |              |           |           |
| Votos válidos          | Votos válidos                                                          | 74,295       | 87.41        | +5.39        |           |           |
| Votos en blanco        | Votos en blanco                                                        | 4,370        | 5.14         | –3.41        |           |           |
| Votos nulos            | Votos nulos                                                            | 6,328        | 7.45         | –1.98        |           |           |
| Votos emitidos         | Votos emitidos                                                         | 84,993       | 73.50        | +11.55       |           |           |
| Abstenciones           | Abstenciones                                                           | 30,643       | 26.50        | –11.55       |           |           |
| Votantes registrados   | Votantes registrados                                                   | 115,636      |              |              |           |           |
|                        |                                                                        |              |              |              |           |           |
| Fuente:                |                                                                        |              |              |              |           |           |

## Elecciones municipales distritales

### Resultados por distrito
La siguiente tabla enumera el control de los distritos de la provincia de Huánuco. El cambio de mando de una organización política se resalta del color de ese partido.
| Distrito                | Alcalde(sa) titular       | Partido político | Partido político          | Alcalde(sa) electo(a)      | Partido político | Partido político |
| ----------------------- | ------------------------- | ---------------- | ------------------------- | -------------------------- | ---------------- | ---------------- |
| Amarilis                | César Martínez Leiva      |                  | Lista Independiente N° 9  | Entiquio Jauni Cárdenas    |                  | Somos Perú       |
| Chinchao                | Rosa Rosas Mendieta       |                  | Lista Independiente N° 23 | Juan Allpas Oyola          |                  | Salvemos Huánuco |
| Churumbamba             | Elber Leandro Zúñiga      |                  | Lista Independiente N° 3  | Juan Cloud Jorge           |                  | Somos Perú       |
| Margos                  | Marcelino Yupa Esteban    |                  | Lista Independiente N° 3  | Reynaldo Esquivel Espinoza |                  | Somos Perú       |
| Quisqui                 | Andrés Noreña Cajas       |                  | Lista Independiente N° 9  | Félix Acosta Gonzales      |                  | Somos Perú       |
| San Francisco de Cayrán | Mansueto Cortez Ponce     |                  | Lista Independiente N° 13 | Alberto Serrano Morales    |                  | Salvemos Huánuco |
| San Pedro de Chaulán    | Juan Benancio Lino        |                  | Lista Independiente N° 3  | Sotelo Celis Ramírez       |                  | Somos Perú       |
| Santa María del Valle   | Néstor Nalvarte Alva      |                  | Lista Independiente N° 9  | Aydeé Salazar de Ríos      |                  | Salvemos Huánuco |
| Yarumayo                | Samuel Rodríguez Espinoza |                  | Lista Independiente N° 3  | David Gabriel Lucero       |                  | Vamos Vecino     |